# Томільченко Костянтин Іванович
Костянтин Томільченко (1 січня 1977 р.) — український хореограф-постановник, танцюрист, не має спеціальної хореографічної або режисерської освіти. Художній керівник театру танцю «Soul В», в складі якого, був учасником (як підтанцьовка) виступу гурту «Ґринджоли» з піснею «Разом нас багато» на «Євробаченні-2005». Є креативним продюсером проектів, які виходять на українському каналі «СТБ», таких як «Х-фактор-2» і всіх сезонів танцювального шоу «Танцюють усі».

## Творчість
2004 року виступив хореографом-постановником проекту «Open», який був показаний на Міжнародному фестивалі мистецтв у Магдебурзі.
У 2005 році був постановником номеру «Разом нас багато» гурту «Ґринджоли» на «Євробаченні-2005». При цьому брав безпосередню участь в самому виступі (разом з танцівником Дмитром Дзандзарой) в якості підтанцьовки (танцюють зі скутими руками та розривають кайдани в кінці пісні)..
У 2006 році представив на Bruk festival проект «Open 24 години».
У 2007—2008 роках займався хореографічною постановкою «Ехо».
У 2009 році Костянтин Томільченко став «Хореографом року» першої танцювальної премії в Україні «Myway Dance Awards».
У 2010 році Костянтин Томільченко став режисером-постановником першого в Україні 3D-мюзиклу «Барон Мюнхгаузен», в якому були задіяні учасники перших двох сезонів популярного танцювального шоу «Танцюють всі!» (телеканал — СТБ).
У 2015 році став постановником унікального 3-D лазерного танцювального шоу «Вартові мрій», яке успішно проходить в спеціально-обладнаному павільйоні Національного експоцентру України.
У 2016 році був режисером-постановником пісні Джамали «1944» на Євробаченні у Стокгольмі.
У 2018 році також поставив номер для пісні Melovina «Under the Ladder» на Євробаченні у Лісабоні.
У 2020 році був одним із режисерів-постановників проекту «Маска» (адаптація корейського формату «The Masked Singer») на ТРК Україна.
У 2021 році разом з Олександром Братковським виступив автором ідеї та постановки номеру «Шум» гурту «Go_A» на «Євробаченні-2021».

## Освіта
Закінчив Київський славістичний університет, за фахом «фінанси та кредит».

## Сім'я
Дружина — Наталя Кротова, фіналістка першого сезону «Танцюють всі!».
Донька — Уляна.